# Knut Pontén
Knut Oskar Samuel Pontén, född 30 september 1868 i Österåkers församling, Stockholms län, död 13 juli 1940, var en svensk apotekare.
Pontén blev elev på Apoteket Markattan i Stockholm 1887, avlade farmacie kandidatexamen 1891 och apotekarexamen 1902. Han anställdes på apoteket Hvita Björnen i Stockholm samma år, på apoteket Lejonet där samma år, vid medikamentsförrådet i Rimbo 1903, på apoteket Kronan i Borås samma år, på apoteket Engeln i Stockholm samma år, på apoteket Hvita Björnen där 1903–1907, på apoteket Kronan i Uppsala från 1907 och på apoteket i Långshyttan 1919. Han ligger begravd på Norra begravningsplatsen i Stockholm.